# 鹿鸣湖站
鹿鸣湖站是郑州地铁郑州地铁郑许线的地铁车站，位于中华人民共和国河南省许昌市建安区永昌东路与魏武大道交叉口东侧地下，为郑许线在许昌境内仅有的两座地下车站之一（另一座为许昌东站）。该站于2023年12月28日随郑许线开通初期运营而正式启用。

## 车站结构
本站为地下二层车站，其中地下一层为站厅层，地下二层为站台层，设一座岛式站台。
| 地面层  | 出入口   | A-D出入口                |
| 地下1层 | 站厅     | 客服中心、自动售票机     |
| 地下2层 | █ 郑许线 | 往长安路北方向（芙蓉湖） |
| 地下2层 | 岛式站台 |                          |
| 地下2层 | █ 郑许线 | 往许昌东方向（许昌东站） |

## 车站出口
鹿鸣湖站共目前启用B、C、D三个出入口（其中B口在地面分B1和B2两个出入口），各出入口信息如下。
| 编号 | 指示           | 建议前往的目的地     | 图片 |
| ---- | -------------- | -------------------- | ---- |
|      | 永昌东路（南） | 永昌东路南侧         |      |
|      | 永昌东路（南） | 永昌东路南侧、鹿鸣湖 |      |
|      | 永昌东路（北） | 永昌东路北侧         |      |
|      | 永昌东路（北） | 永昌东路北侧         |      |